# Ascorhynchus agassizi
Ascorhynchus agassizi là một loài nhện biển trong họ Ascorhynchidae. Loài này thuộc chi Ascorhynchus. Ascorhynchus agassizi được miêu tả năm 1893 voor het eerst wetenschappelijk bởi Schimkewitsch.